# Schizoprymnus tortilis
Schizoprymnus tortilis är en stekelart som beskrevs av Papp 1984. Schizoprymnus tortilis ingår i släktet Schizoprymnus och familjen bracksteklar. Inga underarter finns listade i Catalogue of Life.